# Little Broken Hearts
Little Broken Hearts là Album do Norah Jones trình bày năm 2012. Đây là album thứ năm của ca sĩ người Mỹ này, album được phát hành ngày 25 tháng 04 năm 2012 bởi Blue Note Records. Vào ngày 15 tháng 04, toàn bộ album được phát sóng trên NPR.